# El planeta fantàstic
El planeta fantàstic (títol original en francès: La Planète sauvage; en txec: Divoká planeta) és una pel·lícula francotxeca d'animació per a adults dirigida per René Laloux, estrenada l'any 1973. Aquesta pel·lícula ha estat doblada al català.
La història és una al·legoria sobre uns humans que viuen en un estrany planeta dominat per alienígenes humanoides gegants que els consideren animals. Es basa en la novel·la Oms en série de 1957 de l'escriptor francès Stefan Wul. Mentre la pel·lícula estava en desenvolupament es va proposar el títol Sur la planète Ygam (en català: Al planeta Ygam), que és el nom del planeta on transcorre la major part de la història. El títol final fa referència al nom de la lluna de Ygam, anomenada «el planeta fantàstic».

## Argument
En un futur llunyà, els gegantins Traags (en francès i txec escrit: Draags), alienígenes humanoides de color blau, han portat grups d'éssers humans fins a Ygam, el seu planeta. Els humans són anomenats Oms —un joc de paraules amb la paraula francesa homme. Els Traags viuen en una societat avançada tecnològicament i espiritual, tot i així, els Traags consideren als Oms éssers inferiors i encara que tenen a alguns com a mascotes, la majoria viuen apartats, com animals salvatges a la naturalesa. A més, els Oms són sacrificats periòdicament amb l'objectiu de controlar la seva població. Els traags tenen una vida útil molt més llarga que els Oms, però es reprodueixen molt menys.
La pel·lícula comença quan una mare Om és assassinada per tres nens Traag. El Mestre Sinh, un líder dels Traag, i la seva filla Tiwa troben al nen de la dona morta, que ha quedat orfe, i decideixen adoptar-lo com a mascota. Li posen el nom de Terr. Tiwa estima Terr i té cura de no fer-li mal, però, d'acord amb les instruccions dels seus pares el manté sota control amb un collaret que li permet portar-lo on ella vol. Tiwa sempre porta a Terr amb ella. També a les sessions educatives on rep informació a través d'uns auriculars que li transmeten coneixement. Un defecte en el collaret de Terr fa que ell rebi també el coneixement.
Quan Tiwa creix, i es converteix en adolescent, realitza per primera vegada la meditació Traag, que permet als Traags viatjar amb la ment. Tiwa ha perdut l'interès per Terr, que s'ha convertit en un home jove i ha adquirit molts coneixements. Aleshores Terr s'escapa al desert, després de robar els auriculars de Tiwa. Allà es troba amb una dona Om salvatge, que li talla el collaret i li presenta la seva tribu. Viuen en un parc abandonat ple de criatures i paisatges estranys.
Terr ensenya als membres de la tribu a utilitzar els auriculars per adquirir coneixements i aprendre l'idioma dels Traag. Abans, però,ha de guanyar-se el dret a fer-ho en un duel. L'alfabetització que obtenen els permet llegir un anunci dels Traag que diu que el parc serà purgat d'Oms. Quan arriba la purga, alguns són massacrats per la tecnologia Traag mentre que altres escapen, unint les seves forces amb una altra tribu. Després de diversos atacs els Oms aconsegueixen escapar i amagar-se en un dipòsit de coets Traag abandonat. Viuen allà durant uns anys i se'ls uneixen molts altres Oms. Gràcies al coneixement adquirit amb els auriculars de Terr, aconsegueixen replicar la tecnologia Traag, inclosos dos coets.
El pla dels Oms és fer servir els cohets per fugir de Ygam i anar a viure al Planeta Fantàstic, la lluna de Ygam. Aleshores els Traag fan una nova purga que arriba a el dipòsit i molts Oms són massacrats. Tot i així, un grup liderat per Terr aconsegueix fugir al Planeta Fantàstic fent servir els coets. Al Planeta Fantàstic descobreixen unes grans estàtues que els Traags fan servir per viatjar durant les seves meditacions i per trobar-se amb éssers d'altres galàxies, en un estrany ritual que manté la seva espècie. Els Oms destrueixen algunes de les estàtues, amenaçant l'existència dels Traags. Davant la crisi, els Traag demanen la pau.
Els Oms accepten deixar el Planeta Fantàstic als Traags per les seves meditacions i, a canvi, els Taargs ofereixen als Oms una nova llar, un satèl·lit artificial que es posa en òrbita al voltant de Ygamr. D'aquesta manera comença una nova era de coexistència pacífica entre les dues espècies, de manera que ambdues es beneficien una de l'altra.

## Producció
El planeta fantàstic és una animació experimental de ciència-ficció amb guió de René Laloux i Roland Topor, qui també es va responsabilitzar del disseny de producció de la pel·lícula. La pel·lícula, una coproducció internacional entre França i Txecoslovàquia, es va animar a l'estudi Jiří Trnka de Praga. La producció va començar el 1963.

## Repartiment
| Personatge            | Veu en francès   | Veu en anglès  |
| --------------------- | ---------------- | -------------- |
| Tiwa                  | Jennifer Drake   | Cynthia Adler  |
| Young Terr            | Eric Baugin      | Mark Gruner    |
| Master Sinh           | Jean Topart      | Hal Smith      |
| Adult Terr (narrador) | Jean Valmont     | Barry Bostwick |
| Om                    | Yves Barsacq     | Hal Smith      |
| Master Taj            | Gérard Hernandez | Olan Soule     |
| Great Tree Chief      | Desconeguda      | Marvin Miller  |
| Master Kon            | Desconeguda      | Marvin Miller  |
| Hollow Log Chief      | Desconeguda      | Janet Waldo    |
| Traag Child           | Mark Lesser      | Janet Waldo    |
| Traag                 | Denis Boileau    | Desconeguda    |

### Veus addicionals
- En francès: Sylvie Lenoir, Michèle Chahan, Hubert de Lapparent, Claude Joseph, Philippe Ogouz, Jacques Ruisseau, Max Amyl, Madeleine Clervannes, William Coryn, Poupy de Monneron, Christian de Tillière, Christian Echelard, Jeanine Forney, Pascal Kominakis, Andre Lambert, Serge Netter, Yvette Robin, André Rouyer, Irina Tarason, Julien Thomas, Gilbert Vilhon, Paul Villé
- En anglès: Nora Heflin, Monika Ramirez

## Música
La partitura de la pel·lícula va ser composta per Alain Goraguer. En una ressenya per a AllMusic, François Couture va assenyalar:
| «                                                                    | El tema principal recorda molt a Atom Heart Mother Suite de Pink Floyd (el mateix tempo... els instruments: mellotron, clavicèmbal, guitarra wah-wah...), i els altres dos temes són una balada i un vals semblant a música de circ. La música té un aire molt popular als anys 70 i agradarà als fans de la música francesa i italiana dels anys 70. Tot i que és repetitiu, el disc en si crea un estat d’ànim flotant de ciència-ficció, induït per la marihuana, que combina psicodèlia, jazz i funk. | » |
| — François Couture, «La Planete Sauvage - Alain Goraguer». AllMusic. | |   |

El 2000, DC Recordings va llançar la banda sonora en CD, la qual es va publicar posteriorment en LP.

### Llista de pistes
| Núm.          | Títol                                  | Durada |
| ------------- | -------------------------------------- | ------ |
| 1.            | «Déshominisation (II)»                 | 0:57   |
| 2.            | «Déshominisation (I)»                  | 3:50   |
| 3.            | «Générique»                            | 0:44   |
| 4.            | «Le Bracelet»                          | 1:27   |
| 5.            | «Terr et Tiwa»                         | 1:46   |
| 6.            | «Maquillage de Tiwa»                   | 1:17   |
| 7.            | «Course de Terr»                       | 0:53   |
| 8.            | «Terr et Médor»                        | 1:47   |
| 9.            | «Terr et Tiwa dorment»                 | 0:49   |
| 10.           | «Terr est assomé»                      | 0:46   |
| 11.           | «Abite»                                | 0:53   |
| 12.           | «Conseil des Draags»                   | 0:56   |
| 13.           | «Les Hommes – La Grande Co-Existence»  | 1:15   |
| 14.           | «La Femme»                             | 2:12   |
| 15.           | «Mira et Terr»                         | 0:44   |
| 16.           | «Mort de Draag»                        | 0:51   |
| 17.           | «L'Oiseau»                             | 2:28   |
| 18.           | «La Cité des hommes libres»            | 0:49   |
| 19.           | «Attaque des robots»                   | 2:05   |
| 20.           | «La Longue Marche – Valse des statues» | 2:15   |
| 21.           | «Les Fusées»                           | 2:20   |
| 22.           | «Générique»                            | 2:06   |
| 23.           | «Strip Tease»                          | 2:24   |
| 24.           | «Méditation des enfants»               | 1:33   |
| 25.           | «La vieille meurt»                     | 0:49   |
| Durada total: | Durada total:                          | 38:53  |

## Interpretació
La narrativa de la pel·lícula s'ha considerat una al·legoria sobre els drets dels animals i els drets humans, així com sobre el racisme. Sean Axmaker de Turner Classic Movies es va referir a la pel·lícula i va escriure el següent:
| «              | No és exagerat veure la lluita contra l'opressió reflectida en la lluita pels drets civils als Estats Units, els francesos a Algèria, l'apartheid al sud Àfrica i (quan la injustícia es converteix en l'aniquilació total de la raça 'inferior') l'Holocaust mateix. | » |
| — Sean Axmaker | |   |

Liz Ohanesian, de LA Weekly, va especular que la pel·lícula era un comentari sobre els drets dels animals, utilitzant el tractament dels Oms per part dels Traags com a prova i escrivint que la pel·lícula situa «els humans en els rols de les mascotes i les plagues». Mike d'Angelo de The A.V. Club va escriure que «la dinàmica Traag-Om és prou àmplia per ser polivalent, reflectint tant el racisme com els drets dels animals».

## Recepció
La pel·lícula va vendre un total de 809.945 entrades a França.

## Crítica
El Planeta Fantàstic ha rebut crítiques generalment positives. A Rotten Tomatoes, la pel·lícula té una aprovació del 91% basada en 32 ressenyes amb una qualificació mitjana de 7,24/10. Howard Thompson del The New York Times va escriure que la pel·lícula ofereix una animació «original, reflexiva, sovint forta (però de bon gust)».
Kevin Thomas, del Los Angeles Times, ho va qualificar de «inquietant, inquietant i amb molta imaginació». Gene Siskel, del Chicago Tribune, va donar a la pel·lícula una estrella i mitja de quatre i la va anomenar «una peça animada de ciència-ficció que pretén ser una declaració significativa».
Entre les ressenyes retrospectives, Carson Lund de la revista Slant va donar a la pel·lícula una puntuació de tres estrelles i mitja de cinc estrelles possibles, i va escriure que «per la conclusió de la pel·lícula, és difícil sentir-se còmode amb episodis similars al nostre propi planeta imperfecte».
Mike D'Angelo de The A.V. Club va atorgar a la pel·lícula la qualificació de B+, escrivint que «Planeta fantàstic hauria de semblar extremadament antiquada, però, en última instància, és massa singular per estar restringida a una època particular. Realment guanya l'adjectiu en el seu títol». Alan Morrison d'Empire va donar a la pel·lícula quatre de cinc estrelles i la va anomenar «Surrealista i meravellosa d'una manera que no es veu sovint des d'Europa».
Maitland McDonagh, de TV Guide, va donar a la pel·lícula tres de quatre estrelles i la va definir com un «misteriós, surrealista i un respir a l'animació a l'estil Disney». Scott Thill, de Wired, va definir la pel·lícula com «un exemple esterilitzant de l'ambició de trippy d'animació de finals dels anys 60 i principis dels 70».
Gary Dauphin, de The Village Voice, va escriure que «Encara que les imatges valen la pena només, Fantàstic Planet també creua ressonància política i emocional». Paul Trandahl, de Common Sense Media, va atorgar a la pel·lícula una valoració de quatre de cinc estrelles i va qualificar la pel·lícula «Un examen discordant del racisme i la intolerància».

## Premis i reconeixements
- 1973, El planeta fantàstic va ser guardonada amb el premi especial del jurat del Gran Premi al Festival Internacional de Cinema de Canes,[22] i
- 2016, es va classificar com la 36a pel·lícula d'animació millor de la història per la revista Rolling Stone.[23]

## Influència posterior
La música i altres sons de la pel·lícula han aparegut amb freqüència en temes de hip-hop i també d'altres gèneres. Artistes com KRS-One, Big Pun i J Dilla han han semplejat pistes de la pel·lícula o de la seva banda sonora. L'exemple més popular és l'ús que Madlib fa de melodies i els sons d'objectes que cauen a Come on Feet de Quasimoto.

## Mitjans de reproducció
Després de diversos llançaments de la pel·lícula com VHS de domini públic, la pel·lícula va ser llançada de nou per Anchor Bay Entertainment en VHS i DVD el 16 de febrer de 1999. El 2006, Eureka Entertainment, amb seu a Londrés, va publicar la pel·lícula en DVD als Estats Units. L'agost de 2010, Eureka va difondre una versió restaurada en alta definició de la pel·lícula en Blu-ray, que incloïa, a més, una col·lecció de curtmetratges de Laloux i un documental de 27 minuts anomenat Laloux sauvage. El 23 d'octubre de 2007, Facets Video i Accent Cinema van llançar una versió restaurada en DVD, incloent moltes funcions addicionals mai disponibles fins aleshores. El juny de 2016, la col·lecció Criterion va publicar la pel·lícula en format Blu-ray i DVD.